# Teatro de ópera y ballet de Mongolia
El Teatro de ópera y ballet de Mongolia coloquialmente llamado Ópera de Ulán Bator fue inaugurado el 15 de mayo de 1963 y realizó su ceremonia de apertura el 18 de mayo del mismo con Eugene Onegin de Tchaikovsky.
El repertorio incluye clásicos y ballet nacional (Lago de los Cisnes, El Cascanueces) y Opera (Madama Butterfly, La bohème).
Los inicios de un teatro contemporáneo profesional en Mongolia se establecieron con la creación de un Teatro Nacional Central en 1931, que era una extensión del Estadio Folk que se inauguró en 1927.